# Enis Alushi
Pour les articles homonymes, voir Alushi.
Enis Alushi, né le 22 décembre 1985 à Kosovska Mitrovica, est un footballeur germano-kosovar, évoluant au poste de milieu de terrain.

## Biographie
Ayant participé à de nombreux matchs de deuxième division allemande, Enis Alushi compte trois sélections avec l'équipe du Kosovo, non affiliée à la FIFA. Il déclare vouloir jouer un jour sous les couleurs de l'Albanie.
Il est marié à Fatmire Bajramaj, footballeuse internationale allemande, originaire du Kosovo.